# Нижній Цанер
Нижній Цанер — перевал Центрального Кавказу в гірському районі Безенгі (Безенгійська стіна).
Район Головного кавказького хребта від гори Ортокара до Шарітау.
Висота: 3990
Координати:
- Широта (WGS84): 43 ° 4 ' 31.696 " N
- Довгота (WGS84): 43 ° 1 ' 17.98 " E

Категорія: влітку: 2А
Тип схилу (літо): сніг-лід.
Перевал Нижній Цанер поєднує льодовик Безенгі, р.Черек Безенгійський — льодовик Цаннер, р. Цаннер (р.Мульхра — одна з головних водних артерій Верхньої Сванетії.)
Назва Цанер перекладається з сванської мови як «небо».